# Swiss World Airways
Die Swiss World Airways (SWA) war eine schweizerische Fluggesellschaft.

## Geschichte
Als im April 1996 die Swissair ihr Langstreckenflüge auf den Flughafen Kloten konzentrierte, regte sich im Welschland Widerstand. Zumindest die Verbindung zwischen den beiden UNO-Städten Genf und New York City sollte beibehalten werden. Mit Geldern der Wirtschaft und der Kantone Genf, Waadt und Neuenburg wurde Swiss World Airways gegründet, welche nach einigen Startschwierigkeiten mit einem Jahr Verspätung am 10. September 1998 abhob, jedoch bereits am 2. Dezember 1998 den Betrieb wieder einstellte. Nach vergeblichen Rekapitalisierungsversuchen wurde Swiss World Airways im Nachlassverfahren durch einen eingesetzten Liquidator geordnet aufgelöst.

## Flotte
- Boeing 757-200[3]
- Boeing 767-219 ER